# Callalli
Callalli es una localidad peruana ubicada en la región Arequipa, provincia de Caylloma, distrito de Callalli. Según el censo de 2017, tiene una población de 1008 habitantes.
La ciudad de Callalli fue declarado monumento histórico del Perú el 30 de junio de 1986 mediante el R.M.N 329-86-ED.

## Clima
| Parámetros climáticos promedio de Callalli | Parámetros climáticos promedio de Callalli | Parámetros climáticos promedio de Callalli | Parámetros climáticos promedio de Callalli | Parámetros climáticos promedio de Callalli | Parámetros climáticos promedio de Callalli | Parámetros climáticos promedio de Callalli | Parámetros climáticos promedio de Callalli | Parámetros climáticos promedio de Callalli | Parámetros climáticos promedio de Callalli | Parámetros climáticos promedio de Callalli | Parámetros climáticos promedio de Callalli | Parámetros climáticos promedio de Callalli | Parámetros climáticos promedio de Callalli |
| Mes                                        | Ene.                                       | Feb.                                       | Mar.                                       | Abr.                                       | May.                                       | Jun.                                       | Jul.                                       | Ago.                                       | Sep.                                       | Oct.                                       | Nov.                                       | Dic.                                       | Anual                                      |
| ------------------------------------------ | ------------------------------------------ | ------------------------------------------ | ------------------------------------------ | ------------------------------------------ | ------------------------------------------ | ------------------------------------------ | ------------------------------------------ | ------------------------------------------ | ------------------------------------------ | ------------------------------------------ | ------------------------------------------ | ------------------------------------------ | ------------------------------------------ |
| Temp. media (°C)                           | 10                                         | 10.1                                       | 9.7                                        | 8.8                                        | 7                                          | 6.5                                        | 4.8                                        | 5.1                                        | 7.2                                        | 8.6                                        | 9.2                                        | 9.9                                        | 8.1                                        |
| Temp. mín. media (°C)                      | 2.7                                        | 3.2                                        | 2.7                                        | 0.1                                        | -3                                         | -3.7                                       | -6.4                                       | -6.8                                       | -3.3                                       | -1.9                                       | -0.7                                       | 1.6                                        | -1.3                                       |
| Fuente: climate-data.org                   |                                            |                                            |                                            |                                            |                                            |                                            |                                            |                                            |                                            |                                            |                                            |                                            |                                            |